# Урц
Урц — река на полуострове Камчатка в России.
Протекает по территории Мильковского района Камчатского края.
Длина реки — 70 км. Площадь её водосборного бассейна 689 км². Берёт истоки с северо-восточных склонов горы Савульч, протекает по заболоченной равнине в меридиональном направлении. Впадает в Камчатку справа на расстоянии 449 км от устья.
Притоки (от истока):
- Левый Урц
- Каменистый
- Извилистый

В верховьях протекает через озеро Длинное.
Гидроним предположительно имеет ительменское происхождение, его точное значение не установлено.
По данным государственного водного реестра России относится к Анадыро-Колымскому бассейновому округу.
Код водного объекта — 19070000112120000013949.